# 黎明会
黎明会（れいめいかい）は、1918年（大正8年）12月、「頑迷思想の撲滅」を綱領として民本主義に立つ学者、思想家を結集して結成された日本の言論団体。1920年8月の解散により2年足らずの活動期間で終わった。

## 沿革

### 発足まで
1918年の米騒動後、白虹事件に代表される反政府的言論の抑圧が表面化していた。事件に際して大阪朝日新聞を擁護し浪人会と対決した吉野作造は、このような状況を憂い民本主義を擁護するため、当時同様に進歩的知識人として知られていた福田徳三と協議し、知人の学者・言論人に会の結成を呼びかけることになった。以上が麻生久の説明する発足の背景であるが、吉野の回想によると、そもそも吉野・福田会談を設定したのは、当時民本主義者との統一戦線の形成をめざしていた大庭景秋・堺利彦らの社会主義者であり、吉野・福田はあえて彼らの意図に乗って会の結成を進めながらも、最終的には弾圧を避けるため彼らの入会を拒否することを合意していたとされる（大庭のみが入会を認められた）。

### 黎明会の発足
その結果、吉野・福田の勧誘状に応じた人々のほかにも入会希望者が集まり、1918年12月23日神田学士会館において、総勢23名の参加をもって創立会を兼ねた第1回例会が開催され、会の結成に至った。ここで承認された会の「大綱三則」は大略次のような内容であった。
1. 日本の国体の学理的解明と、世界人文の発達における日本の使命の発揮。
2. 世界の大勢に逆行する危険な頑迷思想の撲滅。
3. 第一次世界大戦後の新情勢に応じた、国民生活の安定・充実の促進。

創立会の決定により会の活動として月1回の講演会の開催とその内容を記録したパンフレットの刊行が決定された。また1919年6月、会員である麻生久を中心に創刊された『解放』は黎明会と協力関係にあり、会員が論説などを執筆した。

### 黎明講演会
発足翌年の1919年1月18日には会による第1回の講演会が神田青年会館で開催され、1,500名を超える聴衆が会場にあふれる盛況であった。3月には講演内容を記録した『黎明会講演集』が創刊（その後『黎明講演集』と改題）され、会の機関誌となった。ついで同時期の三・一運動に際しては、第6回講演会（6月5日）で朝鮮における武断政治への全面的批判を行った。また普通選挙制度の実現、治安警察法第17条撤廃を主張し、中国における五四運動勃発に際して政府の軍閥政府援助政策を批判するなど社会的注目を集めた。

### 会員への弾圧
1920年初め、会員の森戸辰男が筆禍事件により東大を追われる（森戸事件）と、2月には新人会と連携し森戸を擁護する講演会を開催、さらに森戸を被告とする公判においては会員である吉野・佐々木惣一・三宅雪嶺が特別弁護人となるなど、思想の自由を擁護する行動を進めた。しかし5月には木村久一が講演会でシベリア出兵反対の檄文を紹介したことで不敬罪により検挙、早大教授を罷免されるなど会員に対する当局の弾圧が強まった。

### 解散
会員への弾圧に加え、1919年後半にはマルクス主義思想が日本に進出したことで、民本主義擁護を掲げる黎明会の主張は、次第に新鮮さに乏しいものとなっていき、黎明会内部の思想も分化した。特に福田とそれ以外の会員との間の思想的ギャップは大きく、第一次世界大戦後の国際政治を「国際民主主義」の進展と考えヴェルサイユ体制を一定評価する吉野作造らと、英米的な「持てる国」の民主主義と独露的な「社会民主主義」の抗争と考え日本は独自の道で対抗すべきであるという福田の考えは鋭く対立した。1919年の国際労働会議労働者代表選出問題では、このような福田とそれ以外の会員の対立がいっそう露わになった。すなわち高野岩三郎の代表選出を支持する吉野らに対し、これに強く反対する福田は、結局高野を動かして代表受諾を断念させた。先述の森戸事件に対する運動を最後に会の活動は衰退し、『黎明講演集』も1920年4月をもって終刊となった。そして8月、福田徳三の提唱により黎明会は解散した。

## 活動
会員を講師とする公開講演会が、地方（名古屋・大阪）での開催を含めて全10回開催された。1919年6月まで講演会は毎月開催されていたが、その後は不定期になった。
- 第1回講演会 - 1919年1月18日（神田青年会館で開催）
- 第2回講演会 - 1919年2月26日（同上）
- 第3回講演会 - 1919年3月22日（同上）
- 第4回講演会 - 1919年4月30日（同上）
- 名古屋講演会 - 1919年5月3日（名古屋市市会議事堂で開催）
- 大阪講演会 - 1919年5月4日（中之島公会堂で開催）
- 第5回講演会 - 1919年6月5日（神田青年会館で開催）
- 第6回講演会 - 1919年6月25日（同上）
- 第7回講演会 - 1919年10月23日（同上）
- 第8回講演会 - 1920年2月10日（同上）

### 機関誌
黎明会による講演会の内容を記録した『黎明会講演集』は1919年3月に1輯が発刊され、翌4月に刊行された2輯から『黎明講演集』と改題、同年8月の6輯まで刊行したのち、次の号より巻次を改めて2巻1輯（1919年9月）とし、1920年4月の2巻3輯（4輯?）まで合計10輯を刊行して終刊となった。創刊から終刊に至るまでの発行者は東京の出版社「大鐙閣」である。1990年には 『黎明講演集』の復刻版（全2巻）が龍渓書舎から刊行されており、内山秀夫が解題を担当している。

## 会員
少数精鋭方針を採り、新入会に際しては全会員の無記名投票によりその当否を決定したこともあり、発足数ヵ月のうちに会員43名（解散時には42名）が集まって以降は会員の出入りがほとんどなかった。白虹事件で大阪朝日新聞退社をよぎなくされた長谷川如是閑を会に迎えようという提案があったが、如是閑が新聞記者であり学者でないという理由で認められなかったほどであった。また発足に際して裏で動いていたとされる堺利彦も入会を認められず、社会主義者との提携はならなかった。
しかし会員については出身階層・思想を問わず、極めて幅広い著名人から構成されていた。大半を占めていたのは学者であるが、その所属は東京のみならず京都帝大・東京高商・慶大・早大などの私学・専門学校も含まれ、また職業的学者以外の言論人・編集者も集まった。さらに大正教養主義・新カント主義の流れを組む者から（社会主義的傾向を含む）民本主義者まで幅広い思想の持ち主が参加していることも大きな特徴である（特に福田との関係もあってか社会政策学会会員の参加が多い）。
以下、会員の一覧とそれぞれの当時の役職、会との関わりを示す（太字は創立時からの会員）。

### 東京帝国大学
- 吉野作造 - （政治学者）。会のそもそもの発起人で、入会勧誘状を発した。
- 大島正徳 - （宗教学者）
- 桑木厳翼 - （哲学者）
- 穂積重遠 - （法学者）
- 森戸辰男 - （経済学者）
- 渡辺銕蔵 - （経済学者）
- 大河内正敏 - （物理学者）・貴族院議員
- 佐野利器 - （建築家）
- 得能文 - （哲学者）
- 永井潜 - （医学者・衛生学者）
- 新渡戸稲造 - 東京女子大学長（農学者）

### 京都帝国大学
- 佐々木惣一 - （法学者）
- 厨川白村 - （英文学者）
- 朝永三十郎 - （哲学者）

### 慶應義塾大学
- 阿部秀助 - （経済学者）
- 三辺金蔵 - 立教大学総長（会計学者）
- 高橋誠一郎 - （経済学者）
- 堀江帰一 - （経済学者）
- 田中萃一郎 - （東洋学者）
- 占部百太郎 - （歴史学者）
- 川合貞一 - （哲学者）
- 小泉信三 - （経済学者）
- 阿部次郎 - （哲学者・作家）。岩波『思潮』主幹。

### 東京高等商業学校（東京商科大学）
- 福田徳三 - （経済学者）。吉野との協議により発起人となり、入会勧誘状を発した。会の命名者。
- 左右田喜一郎 - （経済学者・哲学者）
- 堀光亀 - （海運学者）
- 上田貞次郎 - （経済学者）
- 内池廉吉 - （経済学者）

### 早稲田大学
- 内ヶ崎作三郎 - （衆議院議員）
- 北沢新次郎 - （社会運動家）
- 木村久一 - （教育学者）
- 五来欣造 - 言論人（『大観』主筆）・（政治学者）

### その他・勤務校なし
- 麻生久 - 東京日日新聞記者でのち雑誌『解放』を創刊。東京帝大では吉野に師事。吉野の求めにより福田との話し合いを仲介し、彼らとともに大綱三則の原案を協議。
- 今井嘉幸 - 弁護士。吉野の知人。吉野・福田らとともに大綱の原案を協議。
- 中目尚義 - 吉野・福田らとともに大綱の原案を協議。会の事務責任者。
- 三宅雄二郎（雪嶺） - 言論人。勧誘状にこたえ結成に参加。
- 大庭景秋（柯公） - 言論人。表には出なかったが会のそもそもの企画者とされる。
- 大山郁夫 - 元早稲田大学教授。白虹事件で大阪朝日を退社し長谷川如是閑とともに雑誌『我等』を創刊。
- 滝田哲太郎（樗陰） - 『中央公論』編集者。
- 富永徳磨 - 牧師。
- 与謝野晶子 - 歌人。シベリア出兵に反対。女性参政権を主張。
- 内藤民治 - 『中外』社主。

## 関連文献
単行書・論文
先述の『黎明講演集』復刻版のほか
- 住谷悦治 「民本主義思想の浸透：吉野作造・福田徳三・黎明会」住谷ほか（編） 『講座日本社会思想史2：大正デモクラシーの思想』 芳賀書店、1969年
- 伊藤隆 『大正期「革新派」の成立』 塙書房（塙選書）、1978年
- 武藤秀太郎 「戦間期日本における知識人集団 - 黎明会を中心に」 猪木武徳（編） 『戦間期日本の社会集団とネットワーク』 NTT出版、2008年 ISBN 9784757141827

事典項目
- 岩村登志夫 「黎明会」 『大百科事典』第15巻 平凡社
- しまね・きよし 「黎明会」 『社会科学大事典』第19巻 1971年、鹿島出版会
- 松尾尊兊 「黎明会」 『日本近現代史辞典』 東洋経済新報社、1978年
- 同 「黎明会」 『国史大辞典』 吉川弘文館